# كوشجيشكي
كوشجيشكي (Kościeszki) هي قرية في المنطقة الإدارية لـ مينا ويلجن، ضمن مقاطعة كونين، محافظة بولندا الكبرى، في غرب وسط بولندا.